# ماسویچ ۱۹۰۴
سیارک ۱۹۰۴ (به انگلیسی: 1904 Massevitch، نامگذاری:1972JM) هزار و نهصد و چهارمین سیارک کشف شده‌است که در ۹ مه ۱۹۷۲ کشف شد.
قدر مطلق سیارک برابر ۱۱٫۳۰ است.